# Kimberly Goss
Kimberly Goss (ur. 15 lutego 1978 w Chicago) – amerykańska wokalistka, muzyk oraz kompozytor.
Jako nastolatka przeprowadziła się do Norwegii gdzie związała się z tamtejszą sceną muzyki metalowej. Początkowo występowała z blackmetalową grupą Ancient (1996-1997). Równolegle nawiązała współpracę ze szwedzkim zespołem Therion (1996-1997). Następnie dołączyła do norweskiej grupy Dimmu Borgir (1997). Również w 1997 roku, m.in. wraz z ówczesnym gitarzystą In Flames - Jesperem Strömbladem założyła zespół Sinergy. Rok później jako muzyk koncertowy występowała z fińskim zespołem Children of Bodom. W latach późniejszych porzuciła występy sceniczne i podjęła pracę jako nauczycielka w School of Rock w Naperville w Stanach Zjednoczonych.
W latach 2002–2004 była żoną Alexiego Laiho, muzyka znanego z występów w zespole Children of Bodom.

## Wybrana dyskografia
- Ancient - The Cainian Chronicle (1996, Metal Blade Records)
- Children of Bodom - Hatebreeder (1999, Spinefarm Records, gościnnie)
- To/Die/For - All Eternity (1999, Spinefarm Records, gościnnie)
- Eternal Tears of Sorrow - Chaotic Beauty (2000, Spinefarm Records, gościnnie)